# Frazer Hines
Frazer Hines (ur. 22 września 1944 w Horsforth) – brytyjski aktor filmowy i telewizyjny.
Najbardziej znany jest z roli Jamiego McCrimmona z brytyjskiego serialu science-fiction Doktor Who, w którego wcielał się w latach 1966-1969. Gościnnie powrócił do serialu w historiach The Five Doctors (1983) oraz The Two Doctors (1985). Łącznie zagrał w 116 odcinkach, co czyni aktorem, który grał towarzysza przez największą liczbę odcinków.
Inną znaną rolą Hinesa jest postać Joego Sugdena z opery mydlanej Emmerdale, w którego wcielał się w latach 1972-1994.

## Filmografia
Źródło:

### Filmy
| Rok  | Nazwa filmu                | Rola             | Uwagi                      |
| ---- | -------------------------- | ---------------- | -------------------------- |
| 1955 | Stock Car                  | chłopak          | niewymieniony w czołówce   |
| 1955 | One Good Turn              |                  | niewymieniony w czołówce   |
| 1955 | John and Julie             |                  | niewymieniony w czołówce   |
| 1955 | The Woman for Joe          | Bit Part         | niewymieniony w czołówce   |
| 1955 | Windfall                   | chłopak          | niewymieniony w czołówce   |
| 1955 | On the Twelfth Day...      | chłopak z chóru  | niewymieniony w czołówce   |
| 1956 | The Long Arm               | urwis            | niewymieniony w czołówce   |
| 1956 | Peril for the Guy          | Kim              |                            |
| 1956 | The Weapon                 | Jimmy            | niewymieniony w czołówce   |
| 1956 | X: The Unknown             | Ian Osborn       | wystąpił jako Fraser Hines |
| 1957 | The Smallest Show on Earth |                  | niewymieniony w czołówce   |
| 1957 | Miracle in Soho            |                  | niewymieniony w czołówce   |
| 1957 | Król w Nowym Jorku         | chłopak          | niewymieniony w czołówce   |
| 1958 | The Salvage Gang           | Kim              |                            |
| 1958 | Cinderella                 | Buttons          | film telewizyjny           |
| 1959 | Witness in the Dark        | gazeciarz        |                            |
| 1960 | The Young Jacobites        | Angus            |                            |
| 1960 | Tunes of Glory             |                  | niewymieniony w czołówce   |
| 1961 | Dear Charles               | Bruno            | film telewizyjny           |
| 1962 | Late Summer Affair         | młody            | film telewizyjny           |
| 1964 | Go Kart Go                 | Harry Haggetty   |                            |
| 1964 | The Old Wives' Table       | Cyril            | film telewizyjny           |
| 1966 | A Woman's Temptation       | Tommy            | niewymieniony w czołówce   |
| 1971 | Ostatnia dolina            | Corg             |                            |
| 1971 | Zappelin                   | operator radiowy |                            |
| 2008 | Panto the Series           | Baron            | film telewizyjny           |
| 2012 | Panto!                     | Fitzwarren       | film telewizyjny           |
| 2013 | A Voice to Die For         | Quentin Lucas    | film krótkometrażowy       |
| 2014 | The Smoke                  | Pan Hemmings     |                            |
| 2015 | Impurity                   | Carlson          |                            |

### Seriale
| Rok                    | Nazwa serialu                    | Rola                          | Uwagi                                    |
| ---------------------- | -------------------------------- | ----------------------------- | ---------------------------------------- |
| 1955                   | London Playhouse                 | Mickey Day w wieku dziecięcym | odc. "Fighting Chance"                   |
| 1957                   | Huntingtower                     | Napoleon                      | 6 odcinków                               |
| 1957                   | Overseas Press Club – Exclusive! | Bellhop                       | odc. "The Littlest Sergeant"             |
| 1957-1958              | The Silver Sword                 | Jan                           | 6 odcinków                               |
| 1958                   | Run to Earth                     | Mick Fairbairn                | 5 odcinków                               |
| 1958                   | Queen's Champion                 | Toby                          | miniserial; 3 odcinki                    |
| 1958                   | Mary Britten, M.D.               | Geoff Bates                   | odc. "The Doctor in the Dark"            |
| 1958                   | William Tell                     | Carl                          | odc. "Boy Slaves"                        |
| 1959                   | BBC Sunday-Night Theatre         | Donald                        | odc. "Proud Passage"                     |
| 1959                   | Great Expectations               | chłopak Trabb                 | 5. odcinek z 1. sezonu                   |
| 1959                   | Heidi                            |                               | odc. "Away from Grandfather"             |
| 1959                   | Three Golden Nobles              | Tom                           | odc. "The Painter's Apprentice"          |
| 1959                   | The Men from Room 13             | młody chuligan                | odc. "The Man Who Watched Birds: Part 1" |
| 1960                   | ITV Television Playhouse         | młodszy syn Landlady          | odc. "The Song of Louise in the Morning" |
| 1960                   | The Long Way Home                | Philippe Rondeur              | odc. "Cross Country Run"                 |
| 1960                   | Rendezvous                       | tyran                         | odc. "The Dodo"                          |
| 1960                   | No Man's Island                  | Tim                           | 2 odcinki                                |
| 1960                   | Armchair Theatre                 | Perce                         | odc. "Mr Nobody"                         |
| 1961                   | The Cheaters                     | Harry                         | odc. "The Man with the Ticking Head"     |
| 1960; 1961             | Yorky                            | Jimmy / Phil Grundy           | 2 odcinki                                |
| 1960-1967              | ITV Play of the Week             | wiele ról                     | 7 odcinków                               |
| 1962                   | Dr. Finlay's Casebook            | Robbie Grant                  | odc. "The Quack"                         |
| 1962                   | Probation Officer                | Tom Harvey                    | 19. odcinek z 4. sezonu                  |
| 1962                   | Z-Cars                           | pierwszy chłopak              | odc. "The Five Whistles"                 |
| 1962; 1963             | Suspense                         | Billy Johnson / Fred Markham  | 2 odcinki                                |
| 1963                   | The Plane Makers                 | praktykant / Bob Millett      | 2 odcinki                                |
| 1963                   | Smugglers' Cove                  | Tim                           | 6 odcinków                               |
| 1963-1964              | Emergency – Ward 10              | Tim Birch                     | 13 odcinków                              |
| 1964                   | Smuggler's Bay                   | John Trenchard                | 6 odcinków                               |
| 1965                   | The Villains                     | Sonny                         | odc. "Sonny"                             |
| 1965                   | Coronation Street                | Roger Wain                    | 3 odcinki                                |
| 1965                   | The Flying Swan                  | Jonathan Steele               | odc. "The Age of Consent"                |
| 1965                   | Theatre 625                      | Peter                         | odc. "The Siege of Manchester"           |
| 1966                   | A Woman's Temptation             | Tommy                         | niewymieniony w czołówce                 |
| 1966                   | This Man Craig                   | Carew / Keith Mitchell        | 2 odcinki                                |
| 1966                   | King of the River                | Bob Elliot                    | 4 odcinki                                |
| 1966-1969;; 1983; 1985 | Doktor Who                       | Jamie McCrimmon               | 116 odcinków                             |
| 1971                   | Rules, Rules, Rules              | Al                            | odc. "Rules and the Generation Gap"      |
| 1971                   | Seasons of the Year              | Jethro                        | odc. "The Three Graces"                  |
| 1972-1994              | Emmerdale                        | Joe Sugden                    | 495 odcinków                             |
| 1984                   | Duty Free                        | on sam                        | odc. "El Astro"                          |
| 1996                   | Expert Witness                   | Michael Kyte                  | odc. "The Answer's in the Soil"          |
| 1997-1998              | Out of Sight                     | Pan Spinks                    | 3 odcinki                                |
| 2006                   | Dalziel and Pascoe               | Duncan Ramsden                | odc. "Glory Days: Part 1"                |
| 2015                   | Outlander                        | Sir Fletcher Gordon           | odc. "Wentworth Prison"                  |